# 2022년 헤르손 역공세
2022년 8월 말, 우크라이나는 같은 해 2월 24일 러시아의 우크라이나 침공 이후 러시아군에 대한 반격을 시작했다. 우크라이나 남부 헤르손주와 미콜라이우주에서 교전이 보고되었다. 이 전투를 통해 러시아군은 미콜라이우 군민행정부를 폐지하여 헤르손에 합친 뒤 급히 병합 국민투표를 진행하고 러시아의 일부로 병합하였다. 2022년 11월 러시아군이 드니프로강 이북의 헤르손주와 미콜라이우주에서 철수하고 우크라이나가 다시 차지하면서 역공세가 끝났다.
2023년 2월 현재 미콜라이우주 중 킨부른반도는 러시아의 지배하에 남아있으나 우크라이나가 산발적으로 교전을 벌이고 있고, 헤르손주에서는 드니프로강 하중도를 놓고 이따금 전투가 벌어진다.

## 같이 보기
- 2022년 우크라이나 동부 역공세
- 헤르손 전투
- 헤르손 군민행정부
- 멜리토폴 전투
- 자포로지예 군민행정부
- 미콜라이우 전투
- 니콜라예프 군민행정부